# Zalman King
Pour les articles homonymes, voir King.
Zalman King est un producteur, scénariste, réalisateur, acteur et directeur de la photographie américain né le 23 mai 1942 à Trenton (New Jersey), et mort le 3 février 2012.

## Filmographie

### comme producteur
- 1980 : Roadie
- 1982 : Espèce en voie de disparition
- 1986 : 9 semaines 1/2
- 1987 : Siesta
- 1992 : Red Shoe Diaries (TV)
- 1993 : Lake Consequence (en) (TV)
- 1994 : Passion interdite (en)
- 1994 : Boca
- 1994 : Delta de Vénus
- 1994 : Red Shoe Diaries 12: Girl on a Bike (vidéo)
- 1992 : Red Shoe Diaries 6: How I Met My Husband (vidéo)
- 1996 : Red Shoe Diaries 9: Slow Train (vidéo)
- 1996 : Red Shoe Diaries 13: Four on the Floor (vidéo)
- 1996 : Female Perversions

- 1997 : Business for Pleasure (TV)
- 1998 : Black Sea 213
- 1998 : A Place Called Truth
- 1998 : Les Dieux du surf (In God's Hands)
- 1998 : Wind on Water (série télévisée)

- 2002 : Barely Brooke (TV)
- 2003 : Chromiumblue.com
- 2005 : Forty Deuce (série télévisée)
- 2006 : Crazy Again
- 2006 : Dance with the Devil

### comme scénariste
- 1996 : Red Shoe Diaries 13: Four on the Floor (vidéo) (segment Emily's Dance)
- 1986 : 9 semaines 1/2 (Nine 1/2 Weeks)
- 1988 : Wildfire
- 1988 : À fleur de peau (Two Moon Junction)
- 1990 : L'Orchidée sauvage (Wild Orchid)
- 1992 : Wild Orchid II: Two Shades of Blue
- 1992 : Red Shoe Diaries (TV)
- 1993 : Lake Consequence (TV)
- 1995 : Red Shoe Diaries 5: Weekend Pass (vidéo)
- 1997 : Business for Pleasure (TV)
- 1998 : Les Dieux du surf (In God's Hands)
- 2000 : Women of the Night
- 2000 : Red Shoe Diaries 12: Girl on a Bike (vidéo)
- 2013 : Pleasure or Pain

### comme acteur
- 1965: The Monsters : Man with a beard
- 1966 : Un nommé Kiowa Jones de Alex March (TV) : Jesse
- 1967 : L'Homme en fuite : Larkin
- 1969-1971 : The Young Lawyers (en) : Aaron Silverman
- 1970 : The Intruders (en) (TV) : Bob Younger
- 1971 : You've Got to Walk It Like You Talk It or You'll Lose That Beat : Carter Fields
- 1971 : The Ski Bum : Johnny
- 1972 : Lo B'Yom V'Lo B'Layla : Adam
- 1973 : Some Call It Loving : Robert Troy
- 1974 : Smile, Jenny, You're Dead (TV) : Roy St. John
- 1975 : Trip with the Teacher
- 1976 : Le Rayon bleu (Blue Sunshine) : Jerry Zipkin
- 1976 : Sammy Somebody
- 1976 : The Passover Plot : Yeshua
- 1979 : Like Normal People (TV) : Bill Stein
- 1980 : Tell Me a Riddle : Paul
- 1981 : La Galaxie de la terreur (Galaxy of Terror) : Baelon
- 1982 : Espèce en voie de disparition (Endangered Species) : Hollywood Producer
- 2006 : Dance with the Devil

### comme réalisateur
- 1988 : Wildfire (en)
- 1988 : À fleur de peau
- 1990 : L'Orchidée sauvage
- 1992 : Blue: L'orchidée sauvage II (en)
- 1992 : Red Shoe Diaries (TV)
- 1993 : Red Shoe Diaries 3: Another Woman's Lipstick (vidéo)
- 1995 : Delta of Venus
- 1996 : Red Shoe Diaries 9: Slow Train (vidéo)
- 1996 : Red Shoe Diaries 13: Four on the Floor (vidéo)
- 1998 : Shame, Shame, Shame
- 1998 : Les Dieux du surf (In God's Hands)
- 1998 : Wind on Water (série télévisée)
- 2000 : Women of the Night
- 2000 : Red Shoe Diaries 12: Girl on a Bike (vidéo)
- 2002 : Barely Brooke (TV)
- 2003 : Chromiumblue.com
- 2005 : Forty Deuce (série télévisée)
- 2006 : Crazy Again
- 2013 : Pleasure or Pain

### comme directeur de la photographie
- 2005 : Forty Deuce (série télévisée)
- 2006 : Crazy Again
- 2006 : Dance with the Devil